# Алекс Сандро
А́лекс Са́ндро Ло́бо Сі́лва (порт. Alex Sandro Lobo Silva, нар. 26 січня 1991, Катандува) — бразильський футболіст, лівий захисник бразильського «Фламенгу».
Насамперед відомий виступами за «Сантус», «Порту» та «Ювентус», а також національну збірну Бразилії..

## Клубна кар'єра
Народився 26 січня 1991 року в місті Катандува, штат Сан-Паулу. 
Вихованець футбольної школи клубу «Атлетіку Паранаенсе». Дорослу футбольну кар'єру розпочав 2007 року в основній команді того ж клубу, в якій провів два сезони, взявши участь у 17 матчах чемпіонату. 
Своєю грою привернув увагу представників тренерського штабу «Сантуса», до складу якого приєднався 2010 року. Відіграв за команду з Сантуса наступні півтора сезони своєї ігрової кар'єри. За цей час допоміг своїй команді виграти Кубок Бразилії, Лігу Паулісту та Кубок Лібертадорес.
До складу клубу «Порту» приєднався 23 липня 2011 року за 9,6 млн євро, підписавши контракт на п'ять років. У португальському клубі почав стрімко прогресувати, ставши одним з ключових виконавців команди. Тож, коли гравцем зацікавився туринський «Ювентус», трансферна вартість бразильця зросла до 26 мільйонів євро. Цю суму було сплачено, і 20 серпня 2015 року Алекс Сандро уклав з туринцями п'ятирічний контракт.

## Виступи за збірні
Протягом 2010–2011 років залучався до складу молодіжної збірної Бразилії, разом з якою брав участь у молодіжному чемпіонаті Південної Америки 2011 року та молодіжному чемпіонаті світу 2011 року, здобувши на обох турнірах титул чемпіона. 
Всього на молодіжному рівні Алекс зіграв в 11 офіційних матчах.
2012 року захищав кольори олімпійської збірної Бразилії на Олімпійських іграх 2012 року у Лондоні.
10 листопада 2011 року дебютував в офіційних матчах у складі національної збірної Бразилії в товариській грі зі збірною Габону, який завершився перемогою бразильців з рахунком 2-0. 
Наразі провів у формі головної команди країни 6 матчів.

## Титули і досягнення
- Переможець Ліги Пауліста (2):

«Сантос»:  2010, 2011
- Чемпіон Португалії (2):

«Порту»:  2011-12, 2012-13
- Чемпіон Італії (5):

«Ювентус»: 2015–16, 2016-17, 2017-18, 2018-19, 2019-20
- Володар Кубка Бразилії (2):

«Сантос»: 2010
«Фламенгу»: 2024
- Володар Кубка Італії (5):

«Ювентус»:  2015-16, 2016-17, 2017-18, 2020-21, 2023-24
- Володар Суперкубка Бразилії (1):

«Фламенгу»: 2025
- Володар Суперкубка Італії (2):

«Ювентус»: 2018, 2020
- Володар Суперкубка Португалії (2):

«Порту»: 2012, 2013
- Володар Кубка Лібертадорес (1):

«Сантос»:  2011
- Переможець Молодіжного чемпіонату світу (1):

Молодіжна збірна Бразилії: 2011
- Переможець Чемпіонат Південної Америки серед молодіжних команд (1):

Молодіжна збірна Бразилії: 2011
- Срібний призер Олімпійських ігор (1):

Олімпійська збірна Бразилії: 2012
- Переможець Суперкласіко де лас Амерікас: 2018
- Переможець Кубка Америки: 2019
- Срібний призер Кубка Америки: 2021